# Océan Austral
Pour les articles homonymes, voir Antarctique (homonymie) et Austral.
L’océan Austral est un océan défini par convention comme s'étendant entre le 60e parallèle sud et le continent antarctique. Cette délimitation correspond aux portions des océans Atlantique, Pacifique et Indien couvertes juridiquement par le traité sur l'Antarctique. Son existence n'est pas universellement reconnue, car contrairement aux trois précédents, à peu près séparés par les points de démarcation que sont le cap Horn, le cap des Aiguilles et le cap Sud-Est, aucune borne naturelle ne le distingue spécialement des autres.
Bien que ne couvrant pas l'intégralité de la plaque antarctique, il était précédemment appelé océan Antarctique ou océan Glacial antarctique.
C’est en surface le quatrième océan, et le dernier défini par l'Organisation hydrographique internationale. Cependant l'océan Austral ne figure plus dans la 3e édition, actuellement en vigueur, de la liste officielle des océans et des mers éditée par cette même institution en 1953. Il apparait toutefois à nouveau dans le projet de révision (4e édition) du document S-23 « Limites des océans et des mers »,  entamé à la fin du XXe siècle, mais celui-ci n'a pas encore abouti, et a été suspendu en raison de divergences sur sa délimitation et en l'absence d'une majorité décisive au sein des États membres.
Il est toutefois reconnu comme le cinquième océan par la National Geographic Society le 8 juin 2021 à l'occasion de la Journée mondiale de l'océan.

## Historique de la définition et statut actuel
« Le premier texte de référence date de 1928 et délimite sept océans : l’océan Atlantique Nord, l’océan Atlantique Sud, l’océan Pacifique Nord, l’océan Pacifique Sud, l’océan Indien, l’océan Arctique et l’océan Austral – appellation qui a supplanté celle d’océan Antarctique. »

— Christian Grataloup et Vincent Capdepuy, 2013
L’OHI a accepté en 2000 le nom d’océan Austral, sans pour autant valider son existence. Il est cependant utilisé depuis longtemps par les marins (on employait aussi « océan Antarctique »).
La Commission nationale de toponymie (de France), dans sa Nomenclature des espaces maritimes, utilise les désignations océan Austral ou mer Antarctique. Cependant, cette nomenclature s'inspirait d'un document de travail de l'Organisation hydrographique internationale, resté à l'état de projet.
Cette décision renverse la décision prise en 1953 de le supprimer. En effet, dans la seconde édition (1937) de la Publication spéciale 23 de l'OHI, l’océan Antarctique ou Austral était présent et celui-ci fut supprimé avec la troisième pour être réintroduit dans le projet d'une quatrième édition, toujours non officialisée en mai 2025,.

« Quant à l’océan Austral, il n’a pas toujours été reconnu. … Défini en 1928, il disparaît en 1953 dans la troisième édition du texte de l’OHI. Depuis 2009, un groupe de travail s’occupe de mettre à jour ce texte, mais celui-ci n’a toujours pas été ratifié »

— Christian Grataloup et Vincent Capdepuy.
Plusieurs juridictions continuent de considérer que les océans Atlantique, Pacifique et Indien s'étendent jusqu'au continent Antarctique, limite méridionale officielle de ces  espaces maritimes. Vingt-huit des 68 États consultés ont répondu au questionnaire de l'OHI en 2000, et tous étaient d'accord pour définir un nouvel océan excepté l'Argentine. Dix-huit ont voté pour le nouveau nom anglais de Southern Ocean (océan Austral). C'est toutefois sur la définition des frontières que les désaccords sont les plus vifs. Quatorze réponses étaient favorables pour limiter l'océan au parallèle 60° S, quatorze autres réponses proposant des limites qui pouvaient atteindre jusqu'à 35° S, latitude au sud de l'équateur égale à celle du centre de la mer Méditerranée orientale dans l'hémisphère nord. Aujourd'hui, si l'Organisation hydrographique internationale est d'accord sur le principe de création de l'océan Austral, son édition en vigueur du texte relatif aux limites des océans et des mers reste celle de 1953, la proposition de 2002 donnant naissance à l'océan n'ayant toujours pas été ratifiée (mai 2025) à la suite de nombreuses divergences.

## Géographie
D'un point de vue océanographique, l'océan Austral est défini comme un océan parcouru par le courant circumpolaire antarctique, qui circule autour du continent Antarctique. Toutefois, les limites proposées (60e parallèle sud) n'ont pas été ratifiées.
L'océan Austral encercle plusieurs baies ou mers, comme la mer d'Amundsen, la mer de Bellingshausen, ainsi qu'une partie du passage de Drake, la mer de Scotia, la mer de Weddell, la mer du Roi Haakon VII, la mer de Lazarev, la mer de Riiser Larsen, la mer des Cosmonautes, la mer de l'Entente, la mer de Davis , la mer de Mawson, la mer Dumont-d'Urville, la mer de Somov et de la mer de Ross. Sa superficie totale est de 19 936 758 km2, la longueur des côtes qui le baignent de 17 968 km.
Le point de rétrécissement maximal est le passage de Drake. Le front polaire (convergence Antarctique) est la meilleure définition naturelle de l'océan Austral ; c'est une région distincte au milieu du courant circumpolaire antarctique qui sépare les eaux de surface très froides au sud, des eaux plus chaudes au nord ; le front et le courant s'étendent tout autour du continent antarctique, atteignant 60° S à proximité de la Nouvelle-Zélande et près de 48° S à l'extrême sud de l'océan Atlantique, ce qui coïncide avec le maximum des vents d'ouest.
L'extension de la banquise antarctique présente une pulsation annuelle.

## Limites
Tout comme les océans Atlantique et Pacifique nord et sud qui sont délimités par l'équateur terrestre, et tout comme la longitude du cap Sud-Est sépare le Pacifique de l'océan Indien, l'océan Austral est défini par une ligne imaginaire ; cet anneau entourant un continent s'étend au sud de 60° de latitude sud (limite sud des fameux Cinquantièmes hurlants), sur 360° de longitude (limites proposées par l'Organisation hydrographique internationale). Mais contrairement aux autres océans, celui-ci n'a pas de réelles frontières, car sa limite nord n'est qu'une ligne de latitude sur une carte (60°S). Il constitue une frange océanique autour de l'Antarctique et gèle, en grande partie, en hiver.
Cette limite fut proposée en 2000 ; si la ratification du projet venait à terme, les eaux de l'océan Austral couvriraient alors les parties sud des océans Atlantique, Indien et Pacifique. L'océan Austral existait depuis 1928, mais a été retiré de la liste des limites des océans et des mers en 1953. La limite de 60° de latitude sud proposée par l'Organisation hydrographique internationale (OHI) correspond par ailleurs aux terres concernées par le traité sur l'Antarctique et sur lesquelles la souveraineté d'aucun pays n'est reconnue.
Cette définition n'est pas universelle ; en Australie, l'océan Austral comprend non seulement la zone définie par l'OHI, mais englobe aussi toute l'étendue maritime située entre l'Antarctique et les côtes sud d'Australie et de Nouvelle-Zélande. Il est représenté ainsi sur les cartes. Les côtes occidentales de Tasmanie et du Sud de l'Australie sont alors baignées par l’océan Austral et non par la Grande Baie australienne.

### Îles

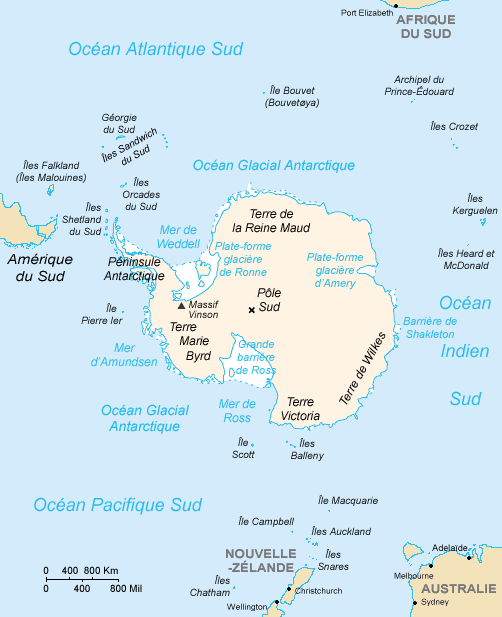
Le continent Antarctique et les îles avoisinantes.

Par la nature de son plancher océanique, l'océan Austral contient peu d'îles, mises à part celles qui bordent le continent Antarctique lui-même. On peut cependant citer :
- l'archipel de Pointe-Géologie ;
- les îles Balleny ;
- l'île Joinville ;
- les îles Orcades du Sud ;
- l'île Pierre-Ier (nommée ainsi en l'honneur du souverain russe Pierre Ier) ;
- l'île Scott ;
- les îles Shetland du Sud ;
- l'île de Cuverville.

### Formation
L'océan Austral est certainement le plus jeune des grands océans de la Terre, puisque son existence remonte à seulement 30 millions d'années, lorsque l'Antarctique et l'Amérique du Sud se séparèrent, ouvrant le passage Drake et donnant naissance au courant circumpolaire antarctique.

### Climat
La température de la mer varie entre environ −2 °C et 10 °C. Des tempêtes cycloniques se propagent vers l'est autour du continent et sont fréquemment intenses du fait du contraste de température entre la glace et l'océan ouvert. La zone océanique qui s'étend entre les environs de 40° S et le cercle polaire antarctique subit les vents les plus forts connus sur la Terre. En hiver, l'océan gèle au-delà de 65° S dans le secteur Pacifique, et de 55° S dans le secteur Atlantique, abaissant les températures de surface bien au-dessous de 0 °C ; en certains points de la côte le vent catabatique permanent provenant de la terre maintiennent le littoral libre de glace tout l'hiver.

### Caractéristiques physiques
L'océan Austral est profond (4 000 à 5 000 m dans sa plus grande partie), et les zones de faible profondeur sont limitées. Le plateau continental antarctique est généralement étroit et inhabituellement profond, avec une partie côtière atteignant des profondeurs de 400 à 800 m (la profondeur moyenne mondiale est 133 m). La banquise antarctique s'accroît d'une surface moyenne minimale de 2,6 millions de kilomètres carrés en mars à environ 18,8 millions de kilomètres carrés en septembre, soit un accroissement d'un facteur 7 en surface. Le courant circumpolaire antarctique se dirige vers l'est ; c'est le plus grand courant océanique : il transporte 150 millions de mètres cubes d'eau par seconde, soit 150 fois plus que le débit de tous les fleuves du monde. L'eau de fond de l'Antarctique, base du mouvement océanique de la circulation méridienne de retournement se forme principalement aux abords des côtes bordant la mer de Weddell et la mer de Ross.

### Élévations extrêmes
- Point le plus bas : −7 432 mètres à l'extrémité sud de la fosse des îles Sandwich du Sud, en 60°00' S, 24°33 W, dénommée "Factorian Deep".

## Ressources naturelles
- Champs de pétrole et de gaz, vraisemblablement grands, peut-être géants, sur le plateau continental
- Nodules de manganèse
- Gisements de minerais possibles
- Sable et gravier
- Eau douce sous forme d'icebergs
- Céphalopodes, baleines, phoques, krill et poissons divers

## Risques naturels
Les principaux risques naturels sont dus à la présence ou à l'occurrence :
- d'énormes icebergs avec des tirants d'eau atteignant plusieurs centaines de mètres ;
- de nombreux petits blocs et fragments d'icebergs ;
- de glace de mer (généralement épaisse de 0,5 à 1 m) avec parfois des variations dynamiques à court terme et des variations annuelles et interannuelles importantes ;
- d’un plateau continental profond recouvert de dépôts glaciaires variant de manière importante sur de courtes distances ;
- de vents très forts et de vagues très hautes la plus grande partie de l'année ;
- du givrage des navires, en particulier de mai à octobre ;
- du fait que l'essentiel de la région est éloignée des moyens disponibles pour la recherche et le sauvetage.

## Environnement

### Faune et flore
- La population maintenant protégée[10] des phoques à fourrure augmente rapidement après une grave surexploitation aux XVIIIe et XIXe siècles.

De janvier à mars 2018, le bateau Arctic Sunrise de Greenpeace explore pendant 3 mois l'océan austral avec à son bord des photographes et des scientifiques. À l'aide d'un sous-marin biplace qui descend à des profondeurs jamais atteintes par l'homme jusqu'à ce jour[Quand ?], les premières découvertes montrent la présence d’un écosystème marin vulnérable : crinoïdes, channichthydae, demosponges, araignées de mer pycnogonides, vers polynoides polychaete, étoiles de mer Ophiuroida, krill, gorgonacea primnoides, gorgonocephalus chilensis, ectoproctes, oursins sterechinus.  

### Problèmes environnementaux
Des débris plastiques de provenance mondiale polluent l'ensemble des océans ; concernant l'océan Austral, ils proviennent notamment de l'Asie.
L'augmentation des radiations solaires dans l'ultraviolet due au trou Antarctique dans la couche d'ozone cause une réduction d'au moins 15 % de la productivité marine primaire (phytoplancton) et entraîne des dommages à l'ADN de certains poissons.
Une pêche illégale, non déclarée et non réglementée, est pratiquée dans l'océan Austral, particulièrement la capture et le débarquement d'une proportion estimée en 1999 à cinq ou six fois le quota autorisé de légine australe (Dissostichus eleginoides), qui menace la durabilité du stock. Une des conséquences est une importante mortalité accessoire d'oiseaux de mer due à la pêche qui utilise la palangre de légines.
L'océan Austral, estimé absorber 15 % des rejets de dioxyde de carbone anthropique, a vu dernièrement une étude révéler que les échanges de gaz étaient maintenant à l'équilibre, signifiant que son rôle de pompe à carbone est saturé.

### Accords internationaux
L'océan Austral est concerné par toutes les conventions internationales qui couvrent les océans du monde entier, notamment : la Convention des Nations unies sur le droit de la mer (Montego Bay, 1982) et la Convention baleinière internationale (et notamment le sanctuaire baleinier de l'océan Austral qui interdit la chasse commerciale à la baleine entre 40° S et 60° S et entre 50° W et 130° W).
Il est également concerné par les accords spécifiques à la région : la Convention pour la protection des phoques de l’Antarctique (Londres, 1972) qui limite la chasse aux phoques ; la Convention sur la conservation de la faune et la flore marines de l'Antarctique (usage courant de l'abréviation anglaise : CCAMLR) qui réglemente la pêche.
La CCAMLR propose de créer un sanctuaire marin en mer de Ross, soit une réserve de près d'un million et demi de kilomètres carrés dans cette zone riche en biodiversité mais également lieu de pêche de la légine, notamment par les navires russes. La Chine, jusqu'ici opposée au projet, a indiqué être désormais en sa faveur. Après des années de négociations, un consensus a enfin été trouvé entre les 25 membres de la Commission pour la création du plus grand sanctuaire marin au monde. En raison des droits de pêche, la Russie était le dernier pays à s'opposer à ce projet. Elle a finalement donné son accord à la suite de quelques modifications qui dont dû être apportées au texte du projet.

## Données économiques
En 1998-1999 (du 1er juillet au 30 juin), les pêcheries ont débarqué 119 898 tonnes, constituées à 85 % de krill et 14 % de légine australe. Des accords internationaux ont été conclus fin 1999 pour réduire la pêche illégale, non déclarée et non réglementée.
En été austral 1998-1999 (de décembre à mars), 10 013 touristes, la plupart du temps arrivés par la mer, ont visité l'océan Austral et l'Antarctique, à comparer avec les 9 604 visiteurs une année plus tôt. Près de 16 000 touristes étaient attendus pour la saison estivale 1999-2000.

## Ports et mouillages
Les ports sont : les bases antarctiques Esperanza, Mawson, McMurdo, Palmer, Scott, auxquelles il faut ajouter les mouillages au large du continent.
Peu de ports et de mouillages existent dans la partie méridionale de l'océan Austral : les conditions de glace limitent l'usage de la plupart d'entre eux à de courtes périodes au milieu de l'été ; même alors, certains ne peuvent être utilisés sans l'accompagnement de navires brise-glace.
La plupart des ports de l'Antarctique sont exploités par des stations de recherche gouvernementales et, sauf urgence, ne sont pas ouverts aux navires privés ou commerciaux ; les navires fréquentant les ports au sud de 60° S peuvent être contrôlés par des observateurs du traité sur l'Antarctique.

## Transport maritime
Le passage de Drake offre une alternative au transit par le canal de Panama.